# بفن
البَفَن أو بَبَّغاء البحر أو المقَّار (بالإنجليزية: Puffin)‏ هو طائر يعيش غالباً على شواطئ البحار في نصف الكرة الأرضية الشمالي. وتشترك الأراضي التي يعيش فيها البفن بأنها إما باردة أو ذات درجة حرارة معتدلة. ومن الدول والأقاليم التي تعيش فيها أنواع البفن المختلفة: شمال فرنسا وإرلندة وجزر فارو وإسلندة وجرينلند وولاية مين الأمريكية وشاطئ كندا الشرقي (خاصة نيوفندلند) وسيبيريا وألَسكة وكُلمبية البريطانية. وتذهب طيور البفن في الشتاء إلى بعض المناطق مثل: المغرب ونيويورك وكلفُرنية وهونشو.

## معرض الصور

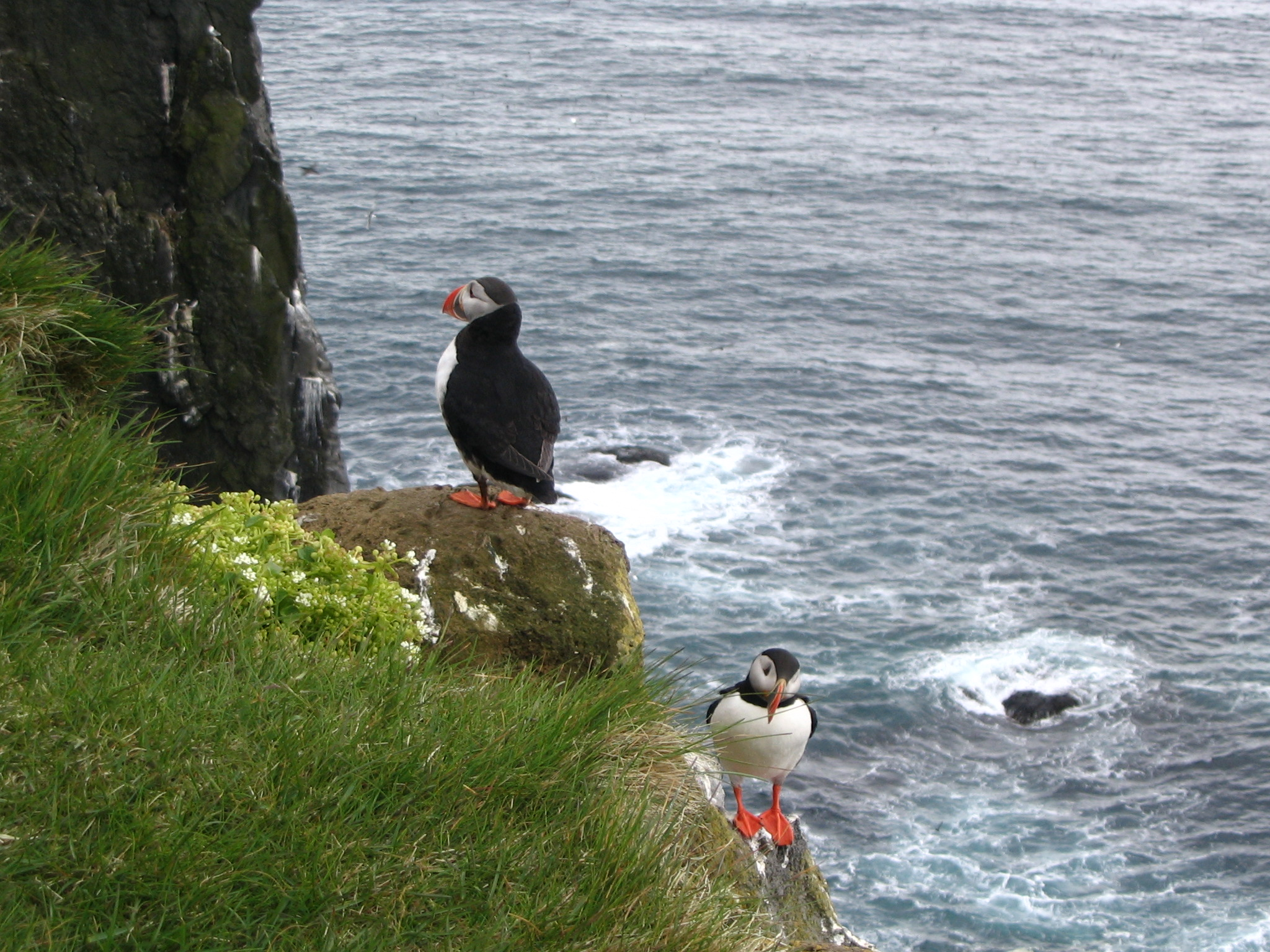
طيور البفن في شاطئ إسلندة.
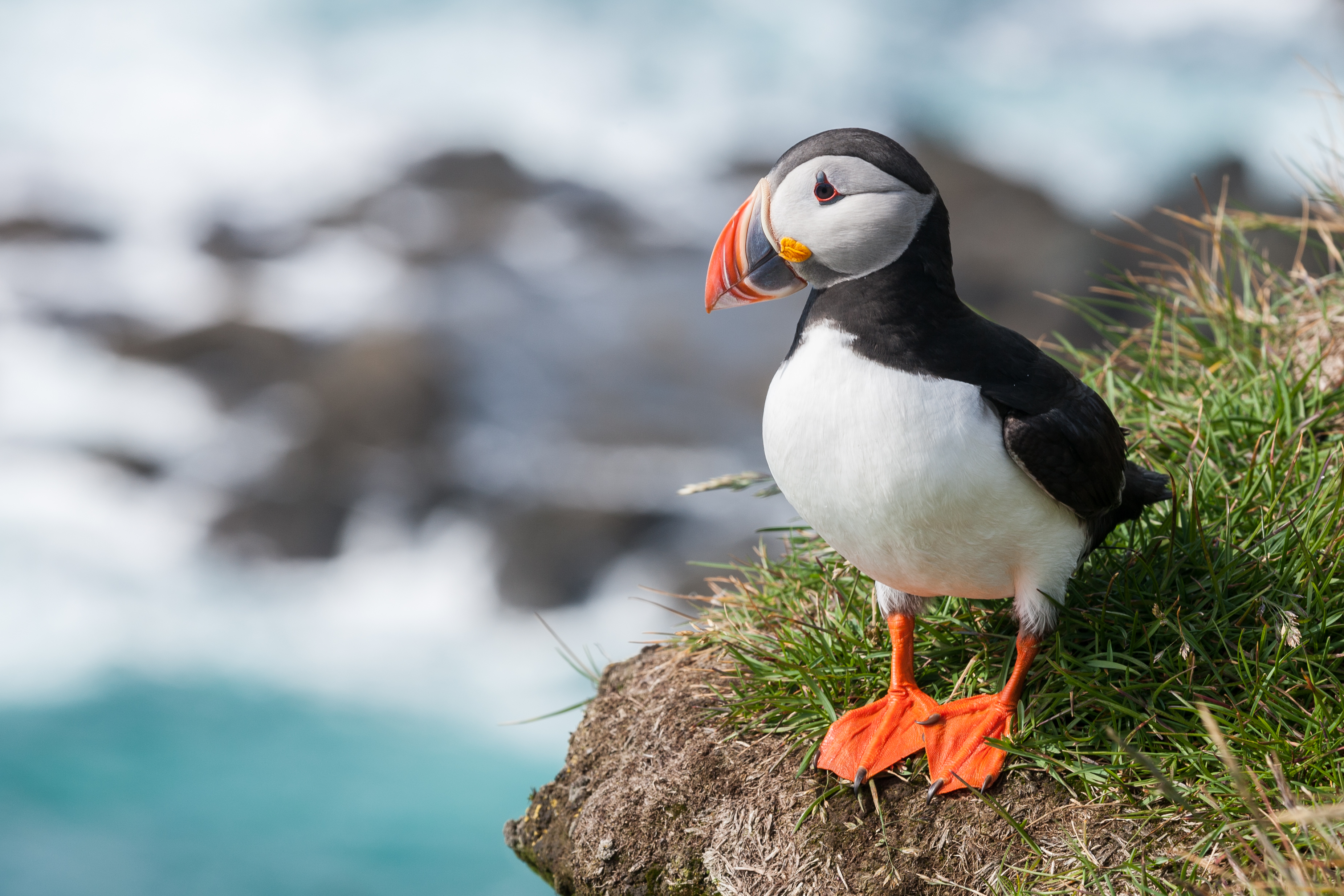
طائر البفن في جرف لوترابيارخ في أقصى الغرب الإسلندي.
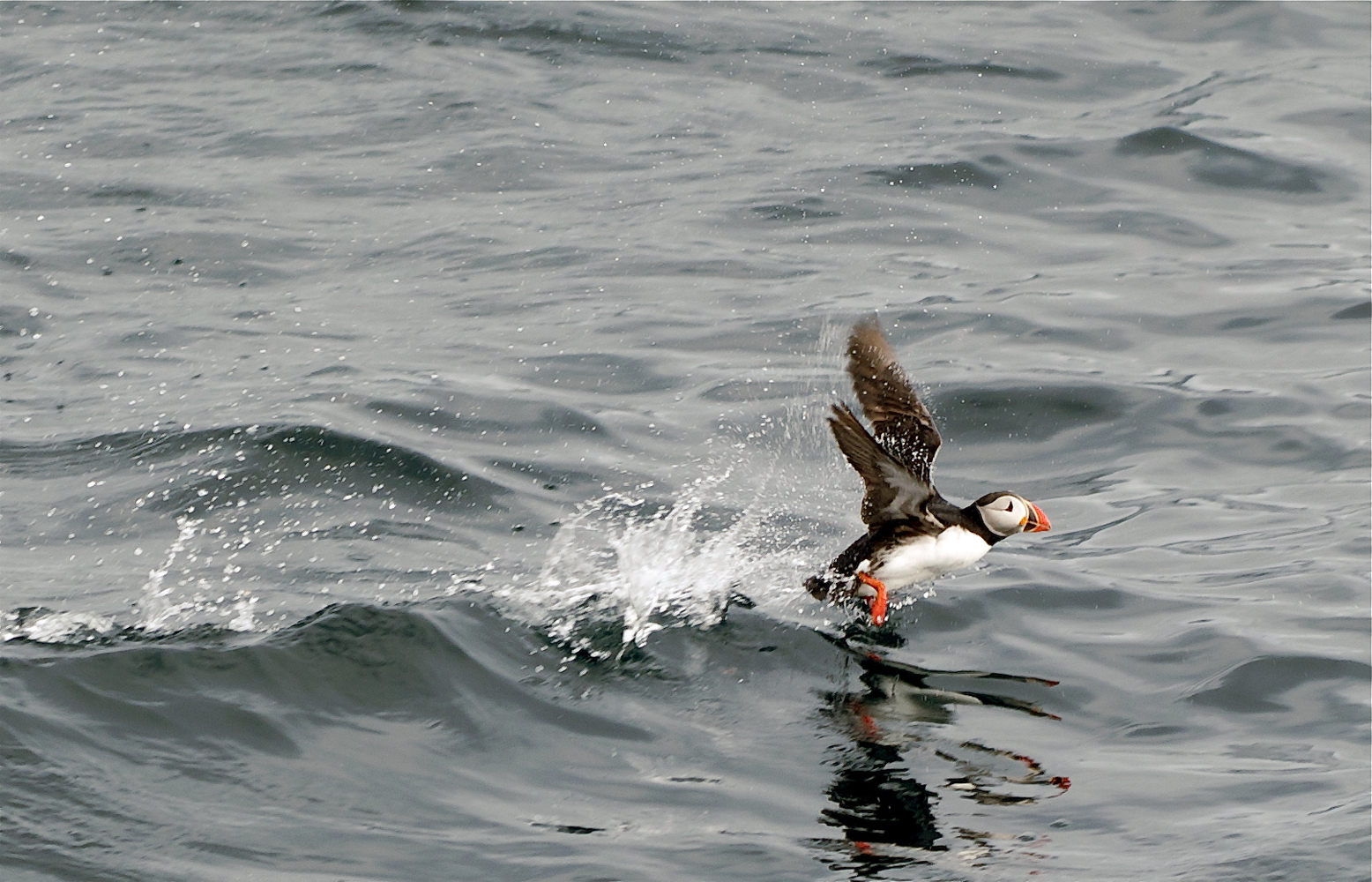
طائر البفن عند إقلاعه.

## اقرأ أيضا
- أرنرستابي